# Tellervo salomonis
Tellervo salomonis är en fjärilsart som beskrevs av Ribbe 1898. Tellervo salomonis ingår i släktet Tellervo och familjen praktfjärilar. Inga underarter finns listade i Catalogue of Life.